# Hueso trapecio
El hueso trapecio (del griego τράπεζα 'mesa') es un hueso de la mano humana. 
Es un hueso del carpo, en la sección designada comúnmente la muñeca. Articula distalmente con el primer metacarpiano (del pulgar), formando la articulación trapezometacarpiana de tipo (morfológico) silla de montar o de encaje recíproco (2 ejes y 2 grados de libertad), y proximalmente con el hueso escafoides. Articula también con el hueso trapezoide y el segundo metacarpiano.